# Kenangan (Salang)
Kenangan is een bestuurslaag in het regentschap Simeulue van de provincie Atjeh, Indonesië. Kenangan telt 206 inwoners (volkstelling 2010).